# Mount Dungey
Mount Dungey är ett berg i Antarktis. Det ligger i Östantarktis. Australien gör anspråk på området. Toppen på Mount Dungey är 262 meter över havet.
Terrängen runt Mount Dungey är kuperad åt nordost, men åt sydväst är den platt. Trakten är obefolkad. Det finns inga samhällen i närheten.